# Sidi Alioum
Sidi Alioum (17 luglio 1982) è un arbitro di calcio camerunese.

## Carriera
Sidi Alioum è nominato internazionale giovanissimo, 1º gennaio 2008.
Nel giugno del 2011 ha fatto il suo esordio in una sfida tra nazionali maggiori, dirigendo la partita di qualificazione alla Coppa delle nazioni africane 2012 tra Repubblica Centrafricana e Tanzania. Poco dopo, è selezionato dalla FIFA per il Campionato mondiale di calcio Under-17 2011, in Messico. Nell'occasione dirige tre partite della fase a gironi e un quarto di finale.
Nel novembre 2011, dopo aver diretto già alcune partite in tale competizione, è designato dalla CAF per dirigere la finale di andata di CAF Champions League tra Wydad Casablanca ed Espérance di Tunisi.
Nel gennaio 2012 è tra gli arbitri selezionato per la Coppa delle nazioni africane 2012.. In questa competizione dirige una partita della fase a gironi e un quarto di finale.
Nell'aprile 2012 viene inserito dalla FIFA in una lista di 52 arbitri preselezionati per i Mondiali 2014.
Nel gennaio del 2013 è nuovamente selezionato per la Coppa delle nazioni africane 2013. Seconda partecipazione di fila per il fischietto camerunese, che nell'occasione dirige due partite della fase a gironi ed un quarto di finale.
Nel giugno del 2013 è selezionato dalla FIFA per prendere parte ai Mondiali Under 20 in Turchia. Nell'occasione dirige due partite della fase a gironi.
Nell'ottobre del 2013 è designato per dirigere uno dei cinque spareggi CAF per l'accesso ai mondiali 2014, e precisamente la sfida di andata tra Etiopia e Nigeria.
Nel dicembre del 2013 è selezionato dalla FIFA per prendere parte alla Coppa del mondo per club 2013 in Marocco in qualità di riserva.
Il 15 gennaio 2014 viene selezionato ufficialmente per i Mondiali 2014 in Brasile ma esclusivamente con funzioni di quarto ufficiale. Il 7 luglio 2014 termina la sua esperienza in Brasile, essendo tra gli arbitri mandati a casa a seguito del taglio effettuato dopo i quarti di finale e prima delle ultime quattro gare.
Nel gennaio del 2015 è selezionato per la Coppa delle nazioni africane 2015, dove dirige due incontri della fase a gironi e una semifinale.
Nel novembre del 2015 viene selezionato per il Mondiale per club 2015, dove dirige il play off d'accesso.
Nel gennaio del 2017 è selezionato per la Coppa delle nazioni africane 2017, dove dirige due incontri della fase a gironi.
Nell'aprile 2017 viene resa nota dalla FIFA la sua convocazione al Mondiale Under 20, in programma tra maggio e giugno 2017 in Corea del Sud.